# Madonna wannabe

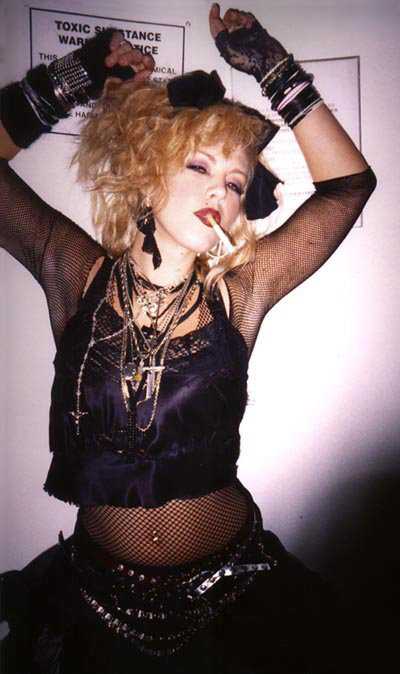
Uma mulher vestida como uma típica "Madonna wannabe" dos anos 80, com rendas, pulseiras e cabelo desfiado.

Madonna wannabe (lit.  "aspirante a Madonna") ou Madonnabe é uma pessoa — geralmente uma mulher — que imita o estilo da artista estadunidense Madonna, seja na maneira de se vestir, agir ou se apresentar. Quando Madonna atingiu o estrelato em meados dos anos 1980, um número expressivo de jovens mulheres e meninas passou a adotar o visual característico da cantora, adotando seu modo de se vestir, pentear e maquiar. O termo Madonnabe foi popularizado pelo jornalista John Skow em uma edição da revista Time, publicada em maio de 1985. Muitos acadêmicos, incluindo sociólogos, comentaram sobre o efeito que Madonna teve em jovens mulheres que desejavam se tornar atrizes ou artistas.
O termo foi oficialmente incorporado ao Dicionário Webster em maio de 1991. Desde então, críticos e jornalistas o empregam para se referir a cantoras pop que adotam elementos visuais ou musicais inspirados em Madonna. Além disso, a expressão também tornou-se uma forma popular de apelidar suas fãs — especialmente as mais jovens — que se identificam com seu estilo e atitude.

## História
O encontro entre Madonna e a estilista de joias francesa Maripol aconteceu em 1982, na boate The Roxy, em Nova Iorque. A partir dali, nasceu uma parceria criativa que definiu os visuais icônicos dos dois primeiros álbuns da cantora, Madonna (1983) e Like a Virgin (1984). Maripol também desenvolveu uma linha oficial de joias e acessórios para a The Virgin Tour em 1985. Paralelamente, Madonna chegou a vender, por um curto período, uma coleção própria de roupas com estética punk-chic, chamada Yazoo, na loja de Maripol localizada na Bleecker Street.
O videoclipe de "Lucky Star", do álbum de estreia de Madonna, é apontado por alguns estudiosos e críticos como o marco inicial de seu impacto visual e estético no mundo da moda. Segundo o professor Santiago Fouz-Hernández, autor de Madonna's Drowned Worlds (2004), após a The Virgin Tour, a cantora passou a ser imediatamente imitada por garotas, e seu público era composto, em grande parte, por sósias. Durante esse período, muitas mulheres jovens em diversas partes do mundo passaram a se vestir seguindo o estilo popularizado por Madonna. John Skow, da Time, comentou sobre o fenômeno:

"O aspecto positivo dessa tendência é que essas Wanna Be's (num claro Queremos ser como a Madonna!) não estão cometendo delitos ou se envolvendo em problemas. Pelo contrário: milhares de meninas, de oito a vinte e poucos anos, usam o dinheiro que ganham com pequenos trabalhos, como babás, para comprar brincos em forma de cruz, pulseiras coloridas, meias-calças e saias-tubo pretas, imitando o estilo da cantora".

O visual ficou conhecido por seu ar de brechó misturado com o que alguns chamaram de "lixo". A tendência atingiu seu auge em 1985, mas começou a declinar no final do ano, após o término da turnê. No entanto, o impacto de seu estilo foi duradouro, com muitas mulheres mantendo o visual e algumas das características do estilo Madonna wannabe por vários anos.

## Recepção

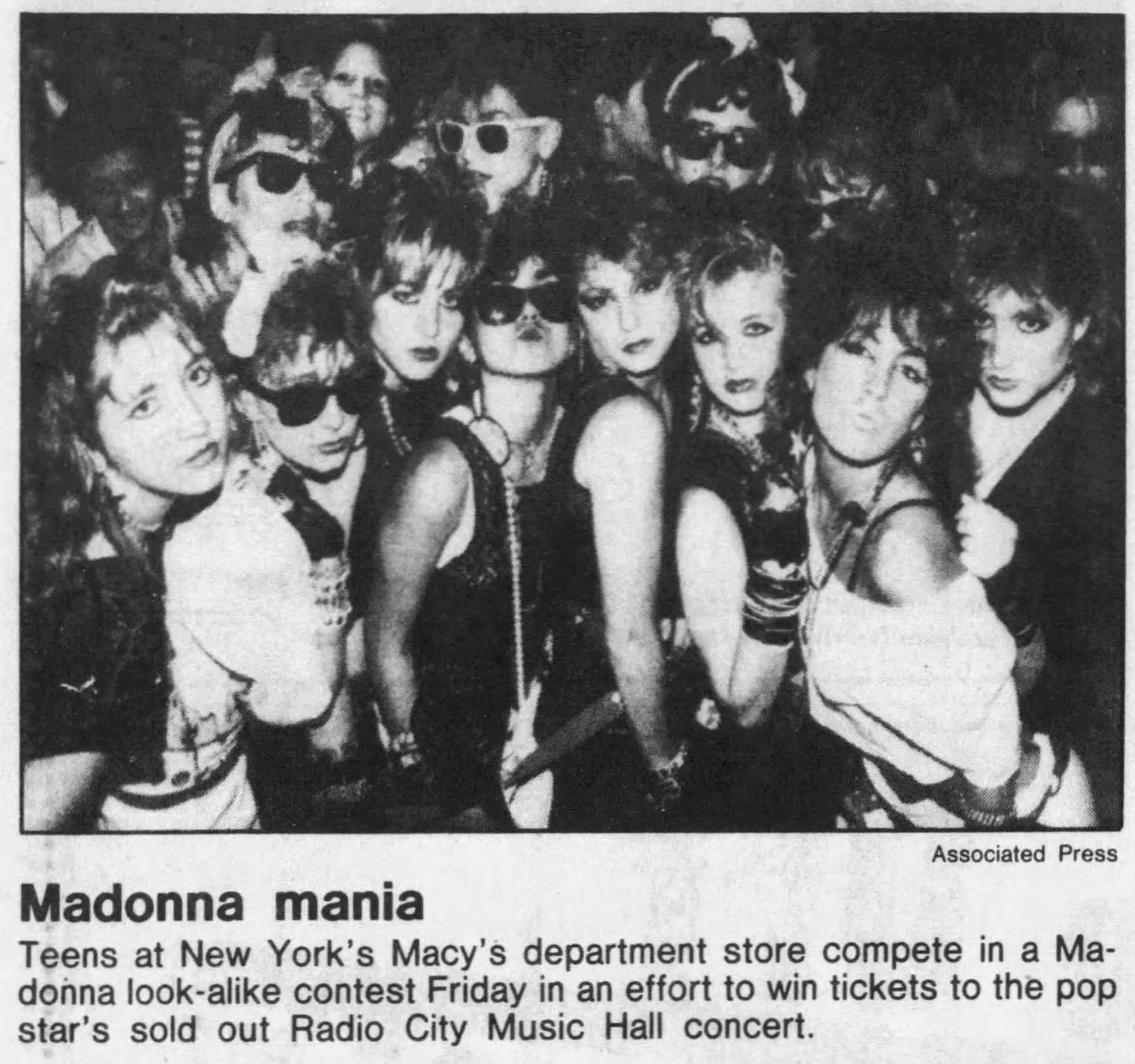
Matéria sobre a tendência do termo (Junho 9, 1985).

A tendência não apenas impactou os varejistas, mas também influenciou os concursos de fantasias da época, consolidando o visual característico de Madonna como uma das principais tendências de moda da década de 1980. Em 1985, a Macy's criou a "Madonnaland", uma boutique que refletia o impacto de Madonna na moda, oferecendo roupas que capturavam sua estética única. Em junho de 1985, a Macy's Herald Square, em Nova Iorque, realizou um concurso de sósias de Madonna. O concurso teve como jurados o artista Andy Warhol, que Madonna conheceu por meio de seu relacionamento com Jean-Michel Basquiat, a estilista Maripol, a apresentada Nina Blackwood e o autor de Madonna: Lucky Star, Michael McKenzie. Com o sucesso de "Madonnaland", a Macy's abriu caminho para que outros varejistas adotassem a tendência.
No programa The 80's: The Decade that Made Us, da National Geographic, foi destacado que "Madonna inspirou inúmeras garotas ao redor do mundo a irem ao shopping mais próximo para adotar seu estilo distinto". Os editores de Garb: A Fashion and Culture Reader (2008) descreveram o público-alvo de Madonna como "um imenso grupo de sósias", esse fenômeno levou o jornalista estadunidense Ricardo Baca a chamá-la de "a mulher mais imitada" do mundo. A popularidade do estilo de Madonna era tão expansiva que foi chamada de "onipresente", com um shopping em particular sendo apelidado de "Madonna Mall" devido à grande presença de garotas em busca de roupas inspiradas na cantora. No livro Fashion Fads Through American History (2015), Jennifer Grayer Moore explicou que "o fenômeno Madonna Wannabe demonstra como uma personalidade da mídia pode moldar um estilo e impactar a indústria da moda, oferecendo produtos licenciados e incentivando a venda de itens populares".

## Continuidade do termo

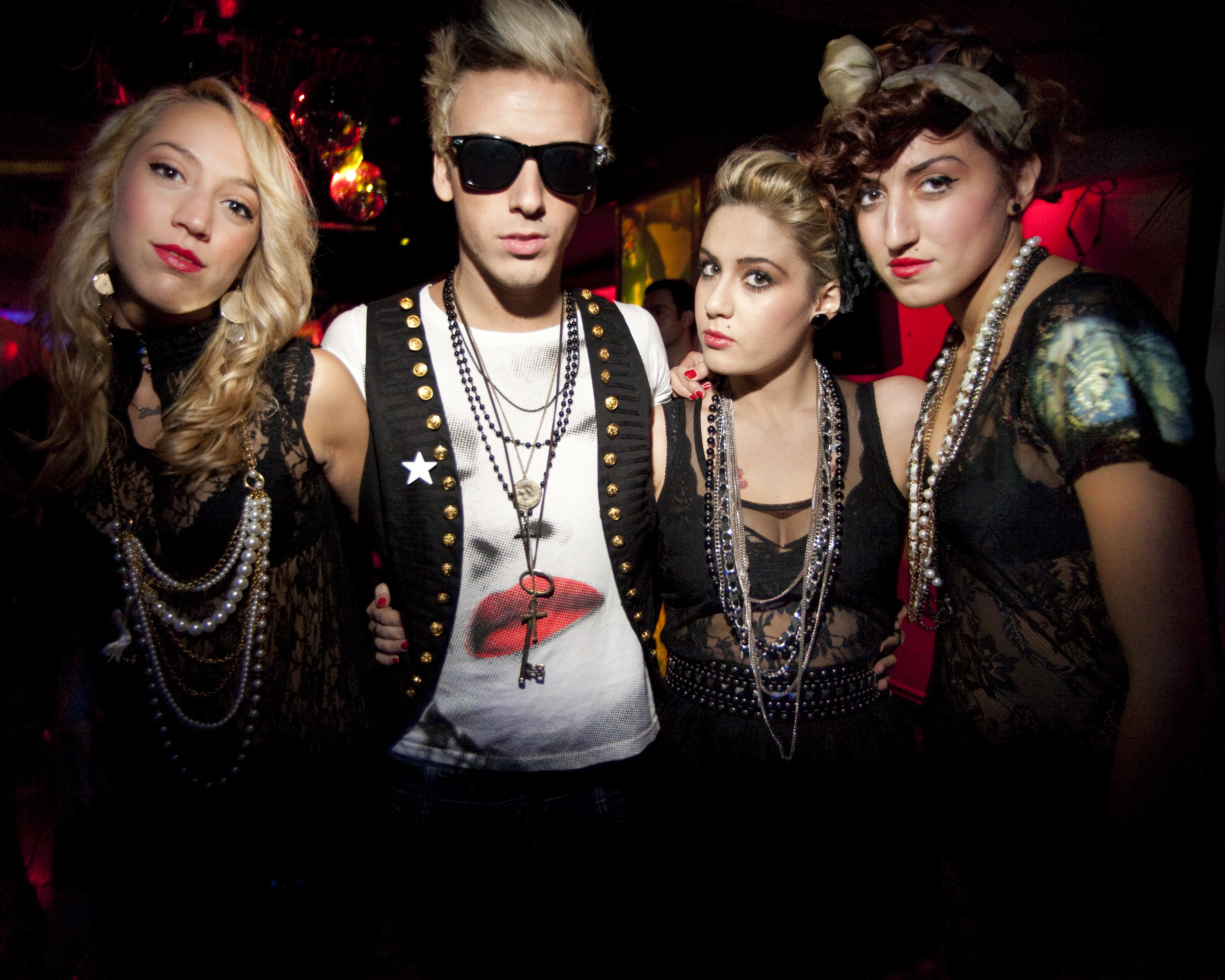
A imprensa popularizou o termo "Madonna wannabe" para se referir ao público feminino que admirava a cantora.

Com o fim da tendência, o termo continuou sendo empregado para caracterizar cantoras com forte influência da cantora. Ao homenageá-la no Hall da Fama do Rock and Roll, Justin Timberlake declarou: "O mundo sempre esteve cheio de Madonna wannabe, e eu talvez tenha até namorado algumas", em referência à sua ex-namorada Britney Spears. O presidente da Liga Católica pelos Direitos Religiosos e Civis, William Anthony Donohue, criticou Lady Gaga pelo uso de simbolismos católicos no videoclipe de "Alejandro", chamando-a de uma "tentativa medíocre de ser uma Madonna wannabe". Segundo um artigo do Star Tribune de 2012, cantoras como Britney Spears, Christina Aguilera, Katy Perry, Rihanna e especialmente Lady Gaga — que liderava a lista — foram consideradas sucessoras do estilo e da influência de Madonna.
O termo Madonna wannabe também foi adotado por autores e veículos da mídia para descrever suas fãs mais jovens, que buscavam reproduzir seu estilo e atitude. Segundo Sean MacLeod, autor de Leaders of the Pack (2015), o título do single de estreia das Spice Girls, "Wannabe", foi inspirado no apelido dado aos fãs de Madonna, conhecidos como wannabes.